# Улицы Улан-Удэ
Улицы Улан-Удэ — перечень адресных объектов города Улан-Удэ, столицы Республики Бурятии Российской Федерации.
| # А Б В Г Д Е Ё Ж З И К Л М Н О П Р С Т У Ф Х Ц Ч Ш Щ Э Ю Я |

## #
- 3-я Транспортная
- Проспект 50-летия Октября
- 104 микрорайон
- 105 микрорайон
- 110 микрорайон
- 111 микрорайон
- 112 микрорайон
- 113 микрорайон
- 140 микрорайон
- 140а микрорайон
- 142 микрорайон
- 148 микрорайон

## А
- Авиационная
- Проспект Автомобилистов

## Б
- Бабушкина
- Балдынова
- Балтахинова
- Банзарова
- Барнаульская
- Бийская
- Блинова
- Бограда
- Боевая
- Больничная
- Борсоева
- Ботаническая
- Буйко

## В
- Воровского

## Г
- Гагарина
- Гарнаева
- Гастелло
- Гвардейская
- Геологическая
- Гоголя
- Городская

## Д
- Дальневосточная
- Дарханская
- Дзержинского
- Димитрова
- Добролюбова
- Дорожная

## Е
- Ербанова
- Ермаковская

## Ж
- Жанаева
- Жердева
- Жуковского

## З
- Заиграевская

## И
- Иволгинская

## К
- Кабанская
- Каландаришвили
- Калашникова
- Калинина
- Камова
- бульвар Карла Маркса
- Кирова
- Ключевская
- Коллективная
- Кольцова
- Комарова
- Коммунистическая
- Комсомольская
- Конечная
- Корабельная
- Королёва
- Зои Космодемьянской
- Красноармейская
- Красногвардейская
- Краснофлотская
- Крупской
- Куйбышева

## Л
- Лебедева
- Ленина
- Лимонова
- Литейная
- Лысогорская

## М
- Магистральная
- Маяковского
- Медицинская
- Микояна
- Модогоева
- Мокрова
- Московская
- Моховая

## Н
- Набережная
- Хоца Намсараева
- Некрасова
- Норильская

## О
- Октябрьская
- Оцимика

## П
- Павлова
- Партизанская
- Николая Петрова
- Пестеля
- Пирогова
- Пищевая
- Проспект Победы
- Подкаменская
- Приречная
- Пристанская
- Пржевальского
- Профсоюзная
- Путейская
- Пушкина

## Р
- Ранжурова
- Революции 1905 года
- Ринчино
- Рылеева

## С
- Сахьяновой
- Свердлова
- Свободы
- Сенчихина
- Сиреневый бульвар
- Смолина
- Соборная
- Советская
- Солнечная
- Спартака
- Спиртзаводской тракт
- Столбовая
- Столичная
- Проспект Строителей
- Строителей
- Сухэ-Батора

## Т
- Терешковой
- Тобольская
- Толстого
- Трактовая
- Трубачеева
- Тулаева
- Туполева

## У
- Удинская

## Ф
- Фрунзе

## Х
- Хахалова
- Хоринская

## Ц
- Цивилёва
- Цыбикова

## Ч
- Чертенкова

## Ш
- Шаляпина
- Широких-Полянского
- Шмидта
- Шульца
- Шумяцкого

## Ю
- Юного Коммунара

## Я
- Бау Ямпилова